# Christian Oliver
Christian Oliver, eredeti nevén Christian Klepser (Celle, 1972. március 3. – Saint Vincent és a Grenadine-szigetek, 2024. január 4.)  német színész, producer.

## Élete és pályafutása
Frankfurt am Mainban nőtt fel. Érettségi után külföldre utazott, Los Angelesben és New Yorkban tanulta a színészetet. Az Egyesült Államokban több filmszerepben és színházi szerepben is játszott.
2002 tavaszán hazatért Németországba, ahol 200 jelentkező közül ő vehette át René Steinke helyét a Cobra 11-ben, mint Jan Richter. 2004 februárjában volt az utolsó forgatási napja, utána visszatért Amerikába.

### Halála
2024. január 4-én Saint Vincent és a Grenadine-szigetek területéhez tartozó Bequia szigetéről Saint Luciára tartva egy kisrepülőgéppel néhány pillanattal a felszállás után a Karib-tengerbe zuhanva két lányával együtt vesztette életét.

## Filmográfia

### Film
| Év   | Magyar cím                | Eredeti cím           | Szerep             | Magyar hang     |
| ---- | ------------------------- | --------------------- | ------------------ | --------------- |
| 1995 | Bébicsőszök klubja        | The Baby-Sitters Club | Luca               | Markovics Tamás |
| 1997 | Eszem a szíved            | Eat Your Heart Out    | Daniel Haus        |                 |
| 1999 | Mindhalálig kick-boksz    | Romantic Fighter      | Dennis             |                 |
| 2001 | Túlfűtöttség              | Kept                  | Kyle               | Seder Gábor     |
| 2001 | A tűz markában            | Ablaze                | Tim Vester         |                 |
| 2003 |                           | A Light in the Forest | Gabriel Brown      |                 |
| 2005 | Utánam a lavina           | Frostbite             | Hans               | Markovics Tamás |
| 2006 |                           | Subject Two           | Adam Schmidt       |                 |
| 2006 | A jó német                | The Good German       | Emil Brandt        |                 |
| 2008 | Speed Racer – Totál turbó | Speed Racer           | Snake Oiler        | Rajkai Zoltán   |
| 2008 | Valkűr                    | Valkyrie              | Adam törzsőrmester |                 |
| 2011 | A három testőr            | The Three Musketeers  | velencei nemes     |                 |
| 2014 | Herkules: Feltámadás      | Hercules Reborn       | Arius              | Szatmári Attila |
| 2015 | Titkok hálójában          | Zipper                | Max                |                 |
| 2019 | Csörgőkígyó               | Rattlesnakes          | Jed Ellis          |                 |

### Televízió
| Év        | Magyar cím                    | Eredeti cím                              | Szerep              | Megjegyzések                          |
| --------- | ----------------------------- | ---------------------------------------- | ------------------- | ------------------------------------- |
| 1994–1995 |                               | Saved by the Bell: The New Class         | Brian Keller        | 26 epizód                             |
| 1997      | Álom és szerelem              | Rosamunde Pilcher                        | Tim                 | 1 epizód                              |
| 1997      | Rejtélyes igazságok           | Beyond Belief: Fact or Fiction           | Oliver              | 2 epizód                              |
| 1999      | Sliders                       | Sliders                                  | Rick Montana        | 1 epizód magyar hangja Alföldi Róbert |
| 1999      | Robbanásveszély               | Götterdämmerung – Morgen stirbt Berlin   | Kalle               | tévéfilm                              |
| 1999      | V.I.P. – Több, mint testőr    | V.I.P                                    | Volker Helmstadt    | 1 epizód                              |
| 1999      | Alul semmi                    | Undressed                                | Wendell             | 4. évad                               |
| 2001      |                               | Schlaf mit meinem Mann                   | Benny               | tévéfilm                              |
| 2003–2004 | Cobra 11                      | Alarm für Cobra 11 - Die Autobahnpolizei | Jan Richter         | 28 epizód                             |
| 2005      | A visszatérés                 | The Comeback                             | szállodai ajtónálló | 1 epizód                              |
| 2009      | Nora Roberts: A múlt titkai   | Tribute                                  | Steve Chensky       | tévéfilm                              |
| 2011      | Két férfi, egy eset           | Ein Fall für zwei                        | Simon Beck          | 1 epizód                              |
| 2011      | A hegyi doktor – Újra rendel  | Der Bergdoktor                           | Peter Leißner       | 1 epizód                              |
| 2012–2021 |                               | SOKO Stuttgart                           | több szereplő       | 4 epizód                              |
| 2013      | Crossing Lines – Határtalanul | Crossing Lines                           | Sven Liebig         | 1 epizód                              |
| 2015      | Nyolcadik érzék               | Sense8                                   | Steiner Bogdanow    | 3 epizód                              |
| 2016      | Időutazók                     | Timeless                                 | Wernher von Braun   | 1 epizód                              |
| 2020      | Vadászok                      | Hunters                                  | Wilhelm Zuchs       | 5 epizód                              |